# Міністеріальна монархія
Міністеріальна монархія — це парламентська монархія з формально юридичної точки зору, де головним суб'єктом влади є уряд.
Поняття формується в Англії, наприкінці XIX ст., після прийняття палатою громад у 1882 році білля «Про правила припинення дискусій» (після того, як ірландські депутати використали свободу дискусій для зриву надзвичайних законів). Це нововведення давало урядові можливість у будь-який час порушити питання про їх припинення, якщо вони розгорталися в несприятливому для нього напрямку. Таким чином, уряд, котрий володів більшістю в палаті громад, використовуючи право законодавчої ініціативи, систему «батогів» і правила припинення дискусій, визначав напрямок роботи палати громад і підкоряв своїм інтересам діяльність законодавчого органу.